# Neptune Frost
Neptune Frost és una pel·lícula de ciència-ficció romàntica musical del 2021 codirigida per Saul Williams i Anisia Uzeyman i protagonitzada per Cheryl Isheja, Elvis Ngabo i Kaya Free. Ambientada en una Rwanda posterior a la guerra civil que abasta temps passat, futur i present, la pel·lícula segueix la relació entre un hacker intersexual i un minaire de coltan. Ezra Miller és el productor i Lin-Manuel Miranda el productor executiu.
Es va estrenar al 74è Festival Internacional de Cinema de Canes a la secció Quinzena de Cineastes el 8 de juliol de 2021, i va ser estrenada als Estats Units el 3 de juny de 2022 per Kino Lorber amb l'aclamació de la crítica. Neptune Frost és el nom d'un soldat negre  revolucionari que va servir a l'Exèrcit Continental l'any 1775.
Neptune Frost utilitza música, tradició oral africana i cançons-poesies per expressar la complexitat de les identitats burundeses i ruandeses explorades a la pel·lícula. L'estructura narrativa es desenvolupa a través de la música i al·legories retòriques sobre temes del patriarcat i feminisme.

## Argument
La pel·lícula és una història afrofuturista ambientada en un poble del Burundi fet de peces d'ordinador, i se centra en la relació entre Neptune, un fugitiu intersexual, i Matalusa, un miner de coltan, l'amor del qual lidera un col·lectiu de pirates informàtics.
La pel·lícula comença amb imatges de mineria i sons de cançons comunals. A les mines hi ha Matalusa i el seu germà Tekno, que mor pel poder del coltan que mina. La mort de Tekno provoca el viatge de l'heroi de Matalusa. La història de Neptune també comença amb la mort, ja que assisteixen a un funeral per la seva àvia en què també canten junts per expressar el seu dolor. La connexió subconscient entre Matalusa i Neptune, que es manifesta com a visions enviades pel seu futur fill, els uneix, cadascun d'ells s'embarca en els seus viatges per tot el país per trobar la comunitat "Unànime Mina d'Or". "Unànime Mina d'Or" és un codi d'unitat que identifica el parentiu dels personatges amb el grup de joves adults que l'engloben en un altre regne estratificat sobre la realitat. Els dos es converteixen en els líders d'aquesta comunitat, units per una poderosa retòrica a través de la parla i la cançó, així com la missió de subvertir els grans poders tecnològics que controlen Internet.
Les habilitats tecnocinètiques de Neptune els permeten difondre les seves idees, credo i filosofia per tot el món mitjançant una sèrie de hacks. Incapaç de rastrejar el seu origen, el virus de Neptune és culpat a Rússia i la Xina per les potències mundials fins que el germà de Memory, Innocent, posant disfressat dels agents de policia de l'estat autocràtic, ensopega amb l'amagada Unànime Mina d'Or i es retroba breument amb la seva germana. Memory el renya amb compassió per una trobada anterior amb Neptune on descobrir el seu gènere va fer que reaccionés violentament. Ella li demana que els deixi en pau i el desanima de parlar amb Neptune. Però és massa tard, ja que ha estat seguit per un dron que posteriorment els expulsa al món. La comunitat és ràpidament destruïda per una explosió, tot i que Neptune sobreviu, doncs havia estat fora en el moment de l'execució. Únics supervivents de l'atac, projecten i revelen la seva existència al món abans que acabi la pel·lícula.

## Anàlisi
La pel·lícula afrofuturista aprofundeix en el poder del subconscient i el surrealista no sols amb l'argument sinó també amb la cançó, el vestuari i els noms de personatges com Memory i Psicology. Vogel escriu "els surrealistes proclamen amb orgull la poesia (el subconscient) l'arma suprema del coneixement i de la conquesta", a Film as A Subversive Art. Neptune Frost exemplifica la conquesta surrealista sobre els poders materials estrangers que exploten la regió, el cos, la ment i l'ànima, més directament referits al final de la pel·lícula quan esmenta directament la Xina i Rússia com els opressors que utilitzaven i explotaven la tecnologia.

## Repartiment
- Cheryl Isheja com a Neptune
- Elvis Ngabo com a Neptune
- Bertrand "Kaya Free" Ninteretse com a Matalusa
- Eliane Umuhire com a Memory
- Dorcy Rugamba com a Innocent
- Rebecca Uwamahoro com Elohel
- Trésor Niyongabo com a Psicology
- Eric Ngangare "1Key" com a Potolo
- Natacha Muziramakenga com Binya
- Cécile Kayirebwa com a monja
- Diogene "Atome" Ntarindwa com a sacerdot

## Producció
El projecte va ser concebut originalment per Saul Williams com una novel·la gràfica i un musical escènic. El 2018, Williams va llançar una campanya Kickstarter per recaptar fons, i Lin-Manuel Miranda se'ls va unir com a productor executiu.
El febrer de 2020, es va anunciar que Ezra Miller i Stephen Hendel estaven preparats per produir, començant amb la fotografia principal. La producció va tenir lloc durant 27 dies a Ruanda.

## Estrena
Neptune Frost es va estrenar el 8 de juliol de 2021. a la secció Quinzena de Cineastes del 74è Festival Internacional de Cinema de Canes, on va ser nominada per a la Palma Queer. Es va estrenar a Nord-amèrica en el programa Wavelengths del Festival Internacional de Cinema de Toronto el 10 de setembre de 2021. També es va projectar al Festival de Cinema de Nova York el 2 d'octubre de 2021. i al  Festival de Cinema Sundance el 21 de gener de 2022. Es va estrenar a Austràlia al Festival Internacional de Cinema de Melbourne, on va guanyar el Premi Bright Horizons.
El desembre de 2021, Kino Lorber va adquirir els drets de distribució. Va ser llançada als Estats Units amb estrena limitada el 3 de juny de 2022.

## Recepció
Al lloc web de l'agregador de ressenyes Rotten Tomatoes, el 96% de les 77 ressenyes dels crítics són positives, amb una valoració mitjana de 7,80/10. El consens crític del lloc diu "Esclatant d'idees i ambició, Neptune Frost és difícil de descriure, i igual de difícil de resistir." A Metacritic, la pel·lícula va tenir una puntuació mitjana ponderada de 83 sobre 100, basada en 20 crítics, que indica "aclamació universal".
El novembre de 2022, la pel·lícula va ser nominada a un Premi Independent Spirit a la millor fotografia.